# Асфалтовата джунгла
„Асфалтовата джунгла“ (на английски: The Asphalt Jungle) е американски филм ноар, трилър от 1950 година. Режисьор е Джон Хюстън. Сценарият е по едноименния роман от 1949 година на У. Р. Бърнет.

## Сюжет
Ервин „Док“ Риденшнайдер е освободен от затвора след седем години, той посещава букмейкър на име Коби в неназован крайречен град в Средния Запад. Коби урежда среща между Док и Алонзо Емерих, адвокат. Док разказва на Емерих за плана си да открадне бижута на стойност половин милион долара или повече. Док се нуждае от 50 000 долара, за да наеме трима мъже — разбивач на сейфове, шофьор и хулиган, за да извършат обира. Емерих се съгласява да предостави парите и да се разпореди с плячката.
Док наема Луи Чавели, професионален разбивач на сейфове. Чавели от своя страна се доверява само на Гъс Миниси, гърбав собственик на закусвалня, да бъде шофьор за бягството от обира. Последният член на бандата е дребен престъпник Дикс Хендли, приятел на Гъс. Дикс казва на Дол Конован, която е влюбена в него, за мечтата си да изкупи обратно фермата за коне, която семейството му е загубило навремето заради дългове.
По време на обира Чиавели пробива тухлена стена, за да влезе в магазина за бижута, деактивира алармата на вратата, за да пусне Док и Дикс, и отваря главния сейф, използвайки домашно приготвен нитроглицерин. Нещата започват да се объркват драстично. Сътресението от експлозията нарушава електрическата мрежа, което предизвиква задействането на няколко аларми в района. Дикс убива пристигащия охранител, който изпуска револвера си, който гръмва когато пада на земята и ранява Чавели в корема. Мъжете се измъкват невидими, но започва полицейско издирване.
Чавели настоява да бъде прибран от Гъс в дома му при жена му и синът му, който е още бебе. Дикс и Док отнасят плячката при Емерих. Емерих ги изненадва, като им признава, че е разорен. Той преди това изпраща Боб Бранъм, частен детектив, да събере дължимите му суми от различни длъжници, но Бранъм не успява. Отчаян за пари, Емерих планира да измами другите с помощта на Бранъм. Емерих предлага на Док да остави бижутата при него, но Док и Дикс стават подозрителни. Когато Бранъм размахва пистолет, Дикс го убива, но самият той е ранен. Док смъмря Емерих за глупавия му план и му казва да се свърже със застрахователната компания на бижутера и да предложи да върне ценностите срещу 25% от стойността им.
Емерих небрежно изхвърля тялото на Бранъм в реката. Когато полицията намира трупа, намира и доказателства, сочещи към Емерих. Когато го разпитват, Емерих лъже за местонахождението му и твърди, че има алиби и че е прекарал нощта с любовницата си Анджела Финли.
Под натиска на полицейския комисар Харди, лейтенантът на полицията Дитрих, отива при букмейкъра Коби, с насилие го принуждава да издаде другите, въпреки че преди е получавал подкупи за защита от Коби. По-късно Дитрих е арестуван за корупция.
С признанието на Коби, комисаря Харди арестува Емерих и притиска Анджела да каже истината за местонахождението му в нощта на престъплението. На Емерих е разрешено да напусне стаята, за да се обади на жена си, той взима пистотлет и се самоубива. След като Гъс също е арестуван, той напада Коби в килиите на затвора. Когато полицията разбива вратата на дома на Чавели, те установяват, че са прекъснали погребението му.
Остават само Док и Дикс, които се разделят. Док моли таксиметров шофьор да го закара до Кливланд. Те спират в крайпътна закусвалня, където Док жадува за красива млада жена, танцуваща под мелодии на джубокс, и е разсеян. Заради забавянето Док е разпознат от двама полицаи, които го арестуват, след като откриват откраднатите бижута, скрити в палтото му.
Дол взима кола на Дикс и настоява да го придружи, защото е ранен. Когато Дикс припада от загуба на кръв, Дол го отвежда при случаен лекар, който се обажда на полицията, за да съобщи за огнестрелната рана. Дикс идва в съзнание по време на интравенозна инфузия и бяга, преди да пристигнат полицаите. Той и Дол пристигат в бившата конеферма на семейството му в Кентъки. Тичайки към свободно пасящи коне, Дикс се спъва на пасището, рухва и умира.

## В ролите
| Актьор          | Роля                     |
| --------------- | ------------------------ |
| Стърлинг Хейдън | Дикс Хендли              |
| Луи Келхерн     | Алонзо Д. Емерих         |
| Джин Хаген      | „Дол (Кукла)“ Конован    |
| Джеймс Уитмор   | Гъс Миниси               |
| Сам Джафе       | „Док“ Ъруин Риденшнайдер |
| Джон Макинтайър | Полицейски комисар Харди |
| Марк Лорънс     | Коби                     |
| Бари Кели       | лейтенант Дитрих         |
| Антъни Карузо   | Луис Чавели              |
| Дороти Три      | Мей Емерих               |
| Мерилин Монро   | Анджела Финли            |